# Дёмский парк
Дёмский парк культуры и отдыха находится в Дёмском районе города Уфы.

## История парка
Впервые о намерении разбить парк отдыха в Дёмском районе Уфы говорилось в 1935 г. в наказах избирателей депутатам. Однако финансирование строительства парка началось только в 1949 г., а в 1950 г., согласно «Протоколу заседаний исполкома Дёмского района № 26 за 1950 г. пункт № 3А», парк был открыт.
Вначале парк действовал как сад, были разбиты цветники, работали кинотеатр под открытым небом (с 1953 г. — под крышей) и танцплощадка (с 1954 г.). В 1959-60 годах был оборудован тир (ныне после пожара перенесён в другое место), установлены скульптуры, началось строительство читальни. Позже были построены шахматный зал, каток и проведён водопровод.
Ныне общая площадь парка культуры составляет 5,2 га. Весной 2010 г. было проведено благоустройство парка.
В 2022 г. была проведена глобальная реконструкция парка, в ходе которой сменилась цветовая гамма всей территории; были снесены ветхие здания, на месте которых построены зона спорта и крытая сцена. Были демонтированы устаревшие аттракционы; сделана тихая зона отдыха. 